# MOULINAKA
MOULINAKA (tiếng Khmer: ម៉ូលីណាកា; viết tắt của Mouvement pour la Liberation Nationale du Kampuchea; Phong trào Giải phóng Dân tộc Campuchia) là một tổ chức quân sự thân Sihanouk được một nhóm vũ trang ở biên giới Thái Lan-Campuchia thành lập vào tháng 8 năm 1979.

## Lịch sử
MOULINAKA được thành lập vào ngày 31 tháng 8 năm 1979 bởi Kong Sileah, một Đại úy Hải quân dưới thời Cộng hòa Khmer đã từng ở Pháp, sau khi ông từ chối lời đề nghị gia nhập lực lượng các lãnh chúa biên giới khác của Tướng Dien Del nhằm thành lập Mặt trận Giải phóng Dân tộc Nhân dân Khmer (KPNLF). Sileah muốn một tổ chức thống nhất thay vì một mặt trận, cũng như một cấu trúc chỉ huy thống nhất. Đây là nhóm kháng chiến đầu tiên thề trung thành với Cựu hoàng Norodom Sihanouk, sau trở thành cánh quân sự của đảng FUNCINPEC dưới quyền ông. MOULINAKA đã nhận được hầu hết sự hậu thuẫn từ những người lưu vong Campuchia có trụ sở tại Pháp và căn cứ hỗ trợ của họ nằm trong các trại tị nạn dọc biên giới Thái Lan-Campuchia, chủ yếu là trại tị nạn Nong Chan ở gần Aranyaprathet. MOULINAKA chính là tiền thân của tổ chức ô dù được công nhận hơn ANS hoặc Armée Nationale Sihanoukiste.
Sileah qua đời ở tuổi 45 vào ngày 16 tháng 8 năm 1980, dường như là bị sốt rét và đại tá binh chủng nhảy dù Nhem Sophon nắm toàn quyền kiểm soát MOULINAKA. Tướng In Tam về sau phụ trách các hoạt động quân sự của ANS. Con trai của Sihanouk là Hoàng thân Norodom Ranariddh lên kế nhiệm In Tam.
Năm 1992, một nhóm tách ra từ đảng FUNCINPEC, MOULINAKA Nakator-Sou (Đảng Chiến binh Tự do Campuchia) do Prum Neakaareach thành lập. Đảng này đã tham gia cuộc bầu cử năm 1993 và giành được một ghế ở Kampong Cham nhưng đã bị giải tán vào năm 1998 do đấu đá nội bộ.
MOULINAKA còn gia nhập Đảng Nhân dân Campuchia (CPP) của Hun Sen sau cuộc bầu cử năm 1993, giáng một đòn mạnh vào FUNCINPEC, vì trước đó cả hai đã cùng nhau chiến đấu chống lại chế độ Cộng hòa Nhân dân Campuchia thân Việt Nam, và do FUNCINPEC đã trao cho MOULINAKA một vị trí trong chính phủ bằng kinh phí của chính họ.